# Guatteria juruensis
Guatteria juruensis é uma espécie de magnólia. Foi descrito pela primeira vez por Friedrich Ludwig Diels. Guatteria juruensis pertence ao gênero Guatteria, e família Annonaceae. Não existe esse tipo listado.